# Indonesia en los Juegos Paralímpicos de Toronto 1976
Indonesia estuvo representada en los Juegos Paralímpicos de Toronto 1976 por doce deportistas masculinos.

## Medallistas
El equipo paralímpico indonesio obtuvo las siguientes medallas:
| Nombre        | Deporte            | Evento                            |
| ------------- | ------------------ | --------------------------------- |
| Oro           |                    |                                   |
| Itria Dini    | Atletismo          | Jabalina de precisión F masculino |
| Syarifuddin   | Bolos sobre hierba | Individual E masculino            |
| Plata         |                    |                                   |
| Ashari        | Atletismo          | 100 m E masculino                 |
| Bronce        |                    |                                   |
| Saneng Hanafi | Atletismo          | Disco F masculino                 |
| Saneng Hanafi | Atletismo          | Jabalina F masculino              |
| Itria Dini    | Atletismo          | Peso F masculino                  |